# Mahmut
Mahmut ist ein türkischer, bosnischer und albanischer männlicher Vorname arabischer Herkunft. Die arabische Form des Namens ist Mahmud/Mahmoud. Er ist vom Namen Mohammed abgeleitet und bedeutet „der Gepriesene“.

## Namensträger

### Osmanische Zeit
- Mahmut Kamil Pascha (1880–1922), osmanischer General

### Vorname
- Mahmut Atalay (1934–2004), türkischer Ringer
- Mahmut Bakalli (1936–2006), jugoslawischer und kosovarischer Politiker
- Mahmut Baksi (1944–2000), kurdisch-schwedischer Journalist und Schriftsteller
- Mahmut Bezgin (* 1986), türkischer Fußballtorhüter
- Mahmut Calışkan (* 1966), deutscher Fußballspieler
- Mahmut Celayir (* 1951), kurdisch-deutscher Maler
- Mahmut Cuhruk (1925–2018), türkischer Jurist
- Mahmut Demir (* 1970), türkischer Ringer
- Mahmut Erdem (* 1963), deutscher Politiker (GAL)
- Mahmut Hanefi Erdoğdu (* 1983), türkischer Fußballspieler
- Mahmut Makal (1930–2018), türkischer Schriftsteller
- Mahmut Özen (* 1988), schwedisch-türkischer Fußballspieler
- Mahmut Tekdemir (* 1988), türkischer Fußballspieler
- Mahmut Temür (* 1989), türkischer Fußballspieler
- Mahmut Ustaosmanoğlu (* um 1930), türkischer religiöser Führer

## Weiteres
- DJ Mahmut & Murat G., deutschtürkisches Hip-Hop-Duo